# Maura Furlotti
Maura Furlotti (Roma, 12 settembre 1957) è un'ex calciatrice italiana, di ruolo jolly.

## Biografia
Suo fratello maggiore Sandro è stato un calciatore professionista (con la Serie C con la maglia della Cynthia come massima categoria raggiunta).

## Caratteristiche tecniche
Ha iniziato la carriera giocando come attaccante, venendo poi arretrata in difesa da Ferruccio Mazzola nel 1981; successivamente ha anche giocato da centrocampista e su entrambe le fasce, ricoprendo di fatto tutti i ruoli possibili, portiere escluso.

## Carriera

### Club
Ha iniziato la carriera nell'A.S.F. Roma '70, passando poi in prestito all'A.C.F. Trastevere (con cui esordisce in Serie A nel campionato del 1971). Gioca in massima serie anche nella stagione successiva, nella quale è in prestito alla Lazio CF, che nel 1973 la acquista a titolo definitivo.
A partire dal campionato 1973 rimane alla Lazio per complessivi 19 anni consecutivi (20 se si comprende il primo campionato in prestito), la maggior parte dei quali da capitana della squadra: con le biancocelesti nel 1977 vince la Coppa Italia, battendo nella finale di Rimini ai calci di rigore il Milan femminile: si tratta del primo trofeo nazionale nella storia del club. Nel 1979 partecipa invece alla vittoria del primo Scudetto delle laziali, successo che viene bissato nella stagione successiva. Nel 1981 arriva invece un secondo posto in classifica, mentre nel 1982 e nel 1983 le romane rimangono lontane dal vertice della classifica; nel 1984 conquista invece un altro secondo posto, piazzamento che viene replicato nella stagione successiva, nella quale il club vince anche la seconda Coppa Italia della propria storia. Nella stagione 1985-1986 il campionato viene terminato al sesto posto in classifica.
Nella stagione 1986-1987 e nella stagione 1987-1988 la Furlotti vince altri due campionati consecutivi, continuando poi a giocare con la Lazio anche nella stagione 1988-1989, nella stagione 1989-1990, nella stagione 1990-1991 ed infine nella stagione 1991-1992. In carriera ha giocato più di 500 partite ufficiali con la Lazio femminile.
Nel 1992 anche a causa di un grave infortunio al ginocchio rimane momentaneamente svincolata, trasferendosi in seguito alla Fiammamonza, con cui gioca in massima serie nella stagione 1993-1994, nella stagione 1994-1995 e nella stagione 1995-1996.

### Nazionale
Ha esordito in nazionale nel 1972, vestendo poi la maglia azzurra per tutti i due decenni successivi e totalizzandovi 100 presenze.
Con le azzurre ha partecipato ad un Mondiale (nel 1991) ed a 3 edizioni dei Campionati Europei (nel 1984, nel 1987 e nel 1991), due delle quali (quella del 1984 e quella del 1987) terminate al terzo posto..

## Palmarès

### Club
- Campionato italiano: 4

Lazio CF: 1979, 1980, 1986-1987, 1987-1988
- Coppa Italia: 2

Lazio CF: 1977, 1985